# 张文英 (清朝)
张文英（？—？），正黄旗人，清朝政治人物。举人出身。
1723年，接替王廷灿任崇明县知县一职，1728年由左秉震接任。1728年，接替周中鋐任松江府知府一职，1731年由王乔林接任。